# Silnice II/358
Silnice II/358 je 59 km dlouhá silnice II. třídy spojující Slatiňany a silnici I/37 s městy Chrast, Skuteč, Litomyšl (křížení s I/35) a Česká Třebová, kde končí na křižovatce se silnicí I/14.

## Trasa silnice
- 0,0 km - Slatiňany - II/358 začíná výjezdem z II/324 východním směrem
- 1,0 km - Slatiňany - II/358 křížení se silnicí I/37 přes MÚK Slatiňany
- 1,8 km - Orel - okružní křižovatka se silnicí III/3589
- 5,1 km - Zaječice
- 9,0 km - Chrast - okružní křižovatka se silnicí II/355
- 11,2 km - Podlažice - směrem k východu odbočuje silnice II/356
- 17,4 km - Skuteč - od severu se připojí II/305, na severozápad odbočuje II/337, a pak na jihozápad odbočuje II/306.
- 20,5 km - Lažany
- 22,8 km - Předhradí - směrem k jihu odbočuje silnice II/354
- 26,6 km - Perálec
- 27,5 km - Zderaz - směrem k jihu odbočuje silnice II/359
- 32,8 km - Nové Hrady - od jihu se připojí silnice II/357, přes obec procházejí společně cca 1,4 km, pak II/357 odbočuje směrem na sever
- 35,2 km - Chotovice
- 37,2 km - Makov
- 40,9 km - Morašice
- 43,2 km - Višňáry
- 46,4 km - Litomyšl - zde se II/358 napojí na I/35 a na II/360, městem procházejí společně cca 1,5 km, pak II/358 odbočí severním směrem.
- 51,0 km - Němčice
- 59,0 km - Česká Třebová - II/358 zde končí napojením na silnici I/14